# Centelles (kommun)
Centelles är en kommun i Spanien.   Den ligger i provinsen Província de Barcelona och regionen Katalonien, i den östra delen av landet, 500 km öster om huvudstaden Madrid. Antalet invånare är 7 282. Arean är 15,1 kvadratkilometer. Centelles gränsar till Balenyà, Seva, Aiguafreda, Sant Martí de Centelles och Castellcir. 
Terrängen i Centelles är kuperad åt sydväst, men åt nordost är den platt.